# Очоа, Карлос
Ка́рлос Аугу́сто Очо́а Мендо́са (исп. Carlos Augusto Ochoa Mendoza; род. 5 марта 1978, Апатсинган, Мексика) — мексиканский футболист, нападающий. В составе сборной Мексики принимал участие в Золотом кубке КОНКАКАФ 2002 года.

## Клубная карьера
Карлос начал свою карьеру в «Некаксе», где он был игроком резерва и в основном выходил на замену. Очоа получил известность выступая за УАНЛ Тигрес, куда возвращался ещё дважды в течение своей карьеры. После чемпионата мира 2002 года Очоа переехал на Пиренеи в «Осасуну». В Испании он не прижился, появившись на поле только в трёх матчах, и вскоре вернулся обратно в «Тигрес». Возвращение получилось не очень удачным: в семнадцати матчах чемпионата Очоа ни разу не поразил ворота соперников.
Сезон 2003/04 Карлос провёл в «Керетаро», забивая в каждом третьем матче. Летом 2004 года Очоа подписал контракт с «Чьяпас». Дуэт с лучшим бомбардиром «ягуаров» Сальвадором Кабаньясом был одним из самых результативных в мексиканской Примере того сезона. Поразив ворота соперников 21 раз в течение двух сезонов, Карлос занял второе место в рейтинге клубных бомбардиров в истории клуба.
Следующие два года Очоа провёл выступая за «Монтеррей». В 2009 году Карлос перешёл в «Гвадалахару» на правах аренды с возможностью последующего выкупа. Несмотря на то, что Очоа продемонстрировал неплохую форму в новом клубе, контракт с ним продлен не был.
В Интерлиге 2009 года Очоа помог «Гвадалахаре» выиграть турнир, забив 4 гола в трех матчах. В финале против «Монаркас» он забил в свои ворота, но команда добилась победы, переиграв соперника в серии пенальти. Вместе с Эдгаром Бенитесом Карлос стал лучшим бомбардиром турнира. Его дебют в Клаусуре состоялся в матче против «Крус Асуль», в котором Карлос отличился дважды, матч закончился вничью, 3-3. После столь яркого начала Очоа перестал забивать и был отправлен в резервную команду «Гвадалахары», «Тапатио». После того, как новым тренером «козлов» стал Пако Рамирес, Очоа был возвращен в первую команду.
Контракт с «Гвадалахарой» не был подписан и следующим клубом нападающего стал «Сантос Лагуна». В 2010 и 2011 году Очоа провел в арендах в «Хагуарес Чьяпас» и «Тигрес».
Летом 2012 года Очоа отправляется в аренду в «Морелию», а по окончании сезона вновь был отдан «Сантосом» в «Чьяпас». Летом 2014 года Очоа отправился в «Веракрус».

## Международная карьера
В 2002 году Хавьер Агирре вызвал Карлоса в сборную Мексики для участия в Кубке Конкакаф. На этом турнире Очоа забил свой единственный гол за сборную. В конце матча против сборной Гватемалы, при счете 2-1, он забил гол и помог своей команде добиться победы. После Кубка Карлос выступал за «ацтеков» в товарищеских и отборочных матчах к чемпионату мира 2002, но в заключительную заявку на участие в мировом первенстве не попал. В следующий раз Карлоса вызывают в сборную спустя пять лет.
Последний матч за национальную команду Очоа проводит против сборной команды США в отборочном турнире на чемпионат мира 2010 года.

### Голы за сборную Мексики
| #   | Дата           | Место                    | Противник | Счёт | Результат | Соревнование                |
| --- | -------------- | ------------------------ | --------- | ---- | --------- | --------------------------- |
| 01. | 21 января 2002 | Роуз-боул, Пасадина, США | Гватемала | 3:1  | 3:1       | Золотой кубок КОНКАКАФ 2002 |

## Достижения
Клубные
 «Гвадалахара»
- Победитель Интерлигиа — 2009

 «Сантос Лагуна»
- Чемпионат Мексики по футболу — Клаусура 2012